# Königlich Bayerisches Infanterie-Leib-Regiment

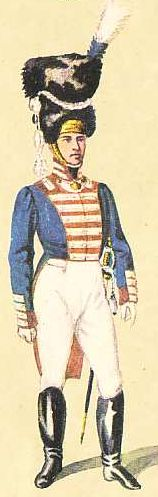
Oberleutnant des Grenadier-Garde-Regiments 1814

Das Infanterie-Leib-Regiment war das Hausregiment (Garderegiment) der bayerischen Könige vom Ende der napoleonischen Kriege bis zum Untergang der Wittelsbacher Monarchie und der damit verbundenen Auflösung der Bayerischen Armee.

## Vorläufer
Bereits vor dem eigentlichen Leibregiment führten in Bayern zwei Infanterieregimenter diesen Namen:
- von 1684 bis 1778 das spätere 10. Infanterieregiment „König Ludwig“
- von 1778 bis 1811 das spätere 1. Infanterieregiment „König“

## Geschichte

### Aufstellung
Das Regiment wurde laut allerhöchstem Entschluss zum 16. Juli 1814 als „Grenadier-Garde-Regiment“ aus den Grenadierkompanien der bayerischen Linieninfanterie-Regimenter gebildet. Die größten und schönsten Leute (sic!) wurden zum Grenadier-Garde-Regiment versetzt, die überzähligen zum 1. Infanterie-Regiment. Das Regiment bestand damals aus drei Bataillonen zu je sechs Kompanien. Der erste Oberstkommandant war Franz Freiherr von Hertling, der das Kommando bis 11. Februar 1824 innehatte. Am 13. April 1815 erhielt das Regiment seine Fahnen in München. Aus allen Bataillonen wurde am 14. April 1815 ein Feldbataillon zusammengestellt und unter der 6. Reserve-Infanterie-Brigade zum Wachdienst in Mannheim und Auxerre eingesetzt. Nach dem Waffenstillstand wurden das II. und III. Bataillon nach Auxerre nachgezogen. Am 22. September 1815 wurden die Fahnen in der Kathedrale von Auxerre geweiht.
Garnison war grundsätzlich die Residenzstadt München, zeitweilig waren Bataillone des Regiments ausgelagert (I. Bataillon 1851/53 in Germersheim, 1862 in Landau; II. Bataillon 1853 in Landau, 1859 in Landsberg, 1871 in Augsburg; III. Bataillon 1873 in Fürstenfeldbruck).
Unmittelbar nach dem Tod Max I. Joseph verordnete sein Sohn und Nachfolger Ludwig I. die Auflösung der kostspieligen Garderegimenter. Das Regiment führte ab dem 6. Dezember 1825 fortan den Namen „Linien-Infanterie-Leib-Regiment“ bestehend aus zwei Bataillonen zu je sechs Kompanien (20 bis 30 Mann). Seit 28. Oktober 1835 nur noch als „Infanterie-Leib-Regiment“ benannt, stand es ohne Regimentsnummer in der Rangfolge an der Spitze der Infanterie. Faktisch behielt es jedoch seinen Gardestatus. Schnell entwickelte sich „Leiber“ zum Spitznamen der Regimentsangehörigen.
Am 27. April 1841 avancierte Hugo Bosch zum ersten Oberstkommandanten ohne Adelstitel (diesen erhielt er erst 1850). 1848 wurde das III. Bataillon wieder aufgestellt. Das Regiment wurde am 4. April 1848 während der Revolutionswirren in Alarmbereitschaft versetzt und bezog vor der Residenz Stellung. Das I. und II. Bataillon wurden am 5. Oktober 1848 nach Sigmaringen in Marsch gesetzt, um den Fürsten Karl August von Hohenzollern-Sigmaringen zu schützen und die dortige provisorische Regierung aufzulösen. Nach ähnlichen Einsätzen unter einem „Observationskorps“ im Raum Ulm und Günzburg kehrten die Bataillone bis zum 31. Dezember 1849 wieder nach München zurück. Zur 50-Jahr-Feier des Regiments am 16. Juli 1864 rückten seine Offiziere mit ihrem Oberstkommandanten Karl Graf von Spreti zu einem „Festbanquette“ im Hotel Vier Jahreszeiten ein, seine Unteroffiziere und Mannschaften erhielten von König Ludwig II. 500 Gulden, von Prinz Otto 100 Gulden Menagezulage.

### Krieg gegen Preußen 1866

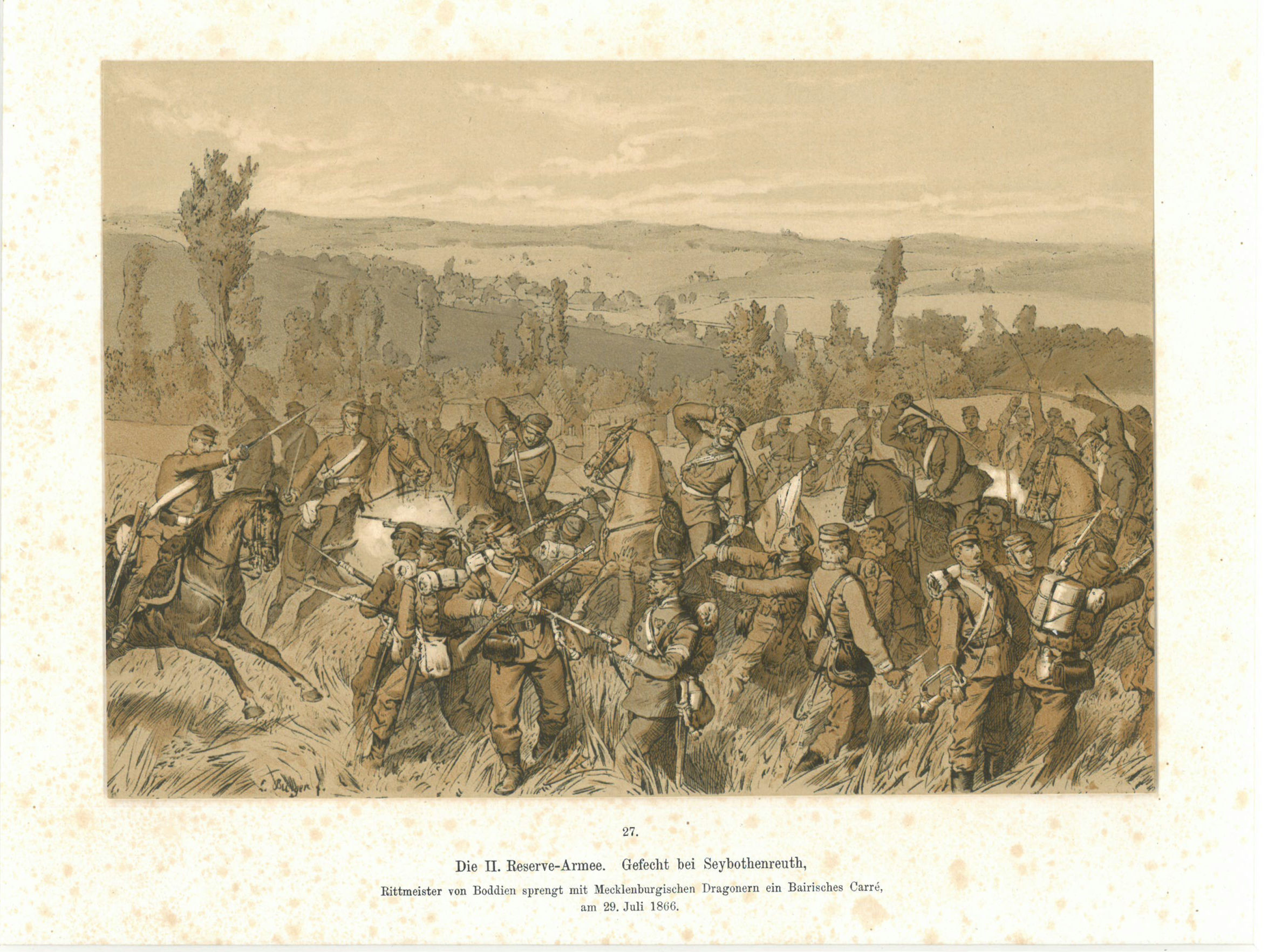
Rittmeister von Boddien sprengt mit Mecklenburgischen Dragonern ein Bairisches Carré, am 29. Juli 1866

Im Krieg mit Preußen und seinen Verbündeten im Sommer 1866 wurde das Infanterie-Leib-Regiment nicht geschlossen eingesetzt. Während das I. Bataillon in der Bundesfestung Mainz stationiert war, wurden das II. und III. Bataillon unter Oberstkommandant Siegmund Freiherr von Pranckh der 1. Brigade unterstellt. Das IV. Bataillon wurde durch ein Gefecht mit einem preußisch-mecklenburgischen Verband bei Seybothenreuth am 29. Juli zersprengt. In vier Gefechten hatte das Regiment siebzehn Gefallene und 136 Verwundete zu beklagen, wobei eigentümlicherweise bereits nach dem ersten Gefecht des Regiments bei Nüdlingen der Oberstkommandant von dem nicht adeligen Adalbert Högenstaller (2. bürgerlicher Oberstkommandant) abgelöst wurde.

### Deutsch-Französischer Krieg 1870/71
Im Krieg gegen Frankreich 1870/71 wurde das Regiment geschlossen der 1. Brigade, im Weiteren der 1. Division, unterstellt. Es stellte im Lager Lechfeld Abmarschbereitschaft in Stärke 66 Offiziere und 2879 Mann her. In den Schlachten bei Wörth am 6. August 1870 und bei Sedan am 1. September stand das Leibregiment in den Brennpunkten der Kämpfe und musste einige Verluste hinnehmen. Für die militärischen Leistungen bei Sedan am 1. September 1870 erhielt der Kommandant des III. Bataillons Major Joseph von Joner-Tettenweiß das Ritterkreuz des Militär-Max-Joseph-Ordens. Nach dem Gefecht bei Artenay am 10. Oktober 1870 besetzte das Regiment einen Tag später Orléans, musste es jedoch am 9. November 1870 gegen weit überlegene französische Kräfte (Loire-Armee) wieder räumen. Durch das umsichtige und tapfere Verhalten des Hauptmanns Karl Hoffmann, Chef der 9. Kompanie des Regiments, verhinderte er in der Schlacht bei Villepion am 1. Dezember 1870, dass überlegene französische Abteilungen durchbrechen konnten, und hielt die bereits stark gefährdete Stellung bis Tagesschluss. Hierfür wurde er mit dem Ritterkreuz des Militär-Max-Joseph-Ordens ausgezeichnet. Am 2. Dezember 1870 bewährte sich das Regiment in der verlustreichen Schlacht bei Loigny und Poupry bei Bazoches, wofür der Oberleutnant der 8. Kompanie, Hermann Ehrne von Melchthal, wegen Tapferkeit vor dem Feind mit dem Ritterkreuz des Militär-Max-Joseph-Ordens ausgezeichnet wurde. Das Regiment eroberte Orléans am darauffolgenden Tage zurück. Am 7. Dezember 1870 wies Unterleutnant Friedrich Krieger als Kompanieführer der 11. Kompanie bei Lemons (Meung, rechtes Loire-Ufer) den Ansturm überlegener französischer Kräfte auf eine Artilleriestellung zurück und ging nach eigenem Entschluss zum Gegenangriff über. Er nahm bei der Verfolgung zahlreiche Franzosen gefangen und eroberte eine feindliche Batterie. Für sein energisches Eingreifen erhielt er das Ritterkreuz des Militär-Max-Joseph-Ordens. Ebenfalls am 7. Dezember 1870 zeichnete sich im Gefecht bei Le Bardon (nordwestlich von Meung am rechten Loire-Ufer) Unterleutnant Alfred Meyer für sein tapferes Verhalten aus, wofür er am 24. Mai 1871 das Ritterkreuz des Militär-Max-Joseph-Ordens erhielt. In der Schlacht bei Beaugency am 8. Dezember 1870 konnte das Regiment seine Stellungen gegen die französischen Angriffe halten. Hierbei wurde der Offizier Heinrich von Vallade, Erzieher von König Ludwig III., tödlich verwundet. Das Regiment wurde bei der Belagerung von Paris in Bereitschaft gehalten, musste jedoch in die Kampfhandlungen nicht mehr eingreifen.
Das Infanterie-Leib-Regiment war nach amtlichen Quellen mit 66 Offizieren und 2879 Mann ausmarschiert. 54 Offiziere und 2193 Mann machten den Siegeszug am 16. Juli 1871 in München mit.
In acht Transporten wurden 34 Offiziere und 2333 Mann als Ersatz nachgesandt, so dass das Regiment einen Gesamtverlust an Toten, Verwundeten und Kranken von 46 Offizieren und 3019 Mann hatte, also über einhundert Mann mehr, als anfangs ausmarschierten.

### Von der Reichsgründung bis 1914

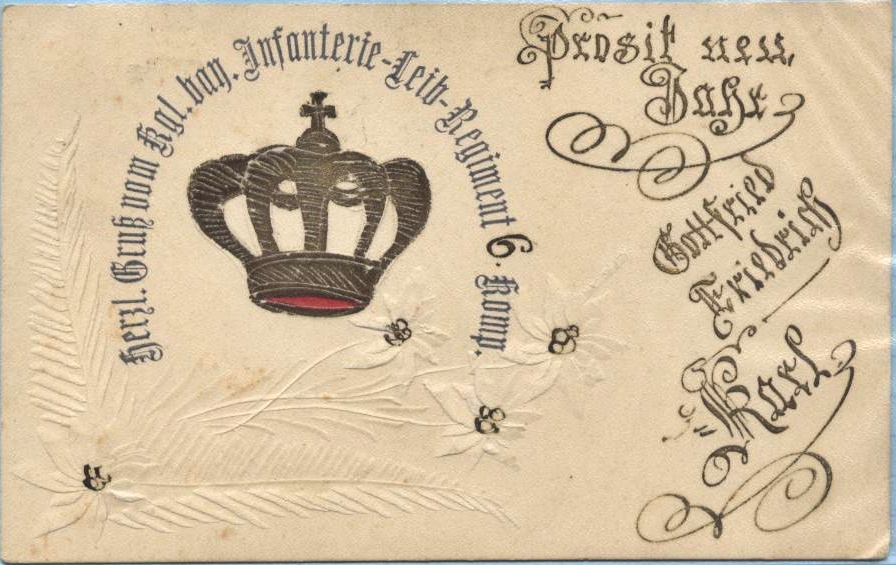
Gruß-Postkarte vom Bayerischen Infanterie-Leib-Regiment (Neujahr 1913)

Im Jahre 1872 bestanden die Kompanien aus vier Offizieren, vierzehn Unteroffizieren und 124 Mannschaften. Die 4. und 12. Kompanie bildete zusammen mit je einer Kompanie des 1. und 2. Infanterie-Regiments das Lehrbataillon in München.
Ab 7. Juli 1881 hatte ein Angehöriger des Hauses Wittelsbach, Arnulf von Bayern, das Kommando über das Regiment bis 20. März 1884 inne, danach wurde er à la suite gestellt. Außerdem waren als Kommandeure eingesetzt u. a. Felix Graf von Bothmer (1901 bis 1903, ab 1912 à la suite) und Friedrich Kreß von Kressenstein (1903 bis 1905), darüber hinaus als à la suite auch Rupprecht von Bayern (1899).
Das 1893 aufgestellte IV. Halbbataillon (13. und 14. Kompanie) wurde vier Jahre später zum neu aufgestellten 20. Infanterie-Regiment abgegeben. Im Jahre 1911 wurde eine Maschinengewehr-Kompanie aufgestellt.

### Erster Weltkrieg

#### 1914
Im Ersten Weltkrieg wurde das Leib-Regiment mit einer Gefechtsstärke von 65 Offizieren und 2.962 Mann (Stand: 7. August 1914) zunächst in der 1. Infanterie-Brigade (zusammen mit dem 1. Infanterie-Regiment „König“) als Teil der 6. Armee in Frankreich eingesetzt, wo das Regiment beim Sturmangriff auf Badonviller am 12. August 1914 sein erstes Gefecht gegen französische Chasseurs à pied zu bestehen hatte, die das Städtchen zäh verteidigten. Bei ca. 450 Mann eigenen Verlusten an Toten und Verwundeten brachte es 800 französische Gefangene und umfangreiche Kriegsbeute ein. Das Regiment beteiligte sich anschließend an den Übergriffen auf die Zivilbevölkerung in Badonviller, bei denen mindestens zehn Menschen den Tod fanden und der Ort niedergebrannt wurde. Ein Denkmal vor der Kirche von Badonviller erinnert heute an die im August 1914 von bayerischen Soldaten dort ermordeten Zivilisten („assassinées par les bavarois“). Die Kriegsgeschichtsschreibung der Bayerischen Armee hielt auch nach dem Weltkrieg an der Darstellung fest, welche die Exekutionen und Brandschatzungen mit einer angeblichen Beteiligung der Bevölkerung an Kriegshandlungen gegen die deutschen Angreifer rechtfertigte. Nach den Gefechten bei Badonviller komponierte Georg Fürst den als „Badonviller-Marsch“ bekannten Regimentsmarsch, der als Lieblingsmarsch Adolf Hitlers besonders in der NS-Zeit beliebt wurde. Am 19. August 1914 traf der erste Ersatz in Stärke zwei Offiziere und 432 Unteroffiziere bzw. Mannschaften ein. In der Schlacht von Péronne am 24. und 25. September 1914 endete der Vormarsch aufgrund heftiger französischer Gegenangriffe. Das Regiment hatte bis dahin schon über eintausend Mann verloren. Oberstleutnant Franz Epp folgte am 24. Dezember 1914 Oberst Friedrich Freiherr von Pechmann als Kommandeur nach.

#### 1915
Das Regiment grub sich bei Péronne ein und hielt über den Winter 1914/15 seine Stellungen. Es erholte sich wieder auf 81 Offiziere und 3245 Unteroffiziere bzw. Mannschaften (1. April 1915). Im Mai 1915 wurden die 13. und 14. Kompanie wieder aufgestellt und zur Neuaufstellung des 24. Infanterie-Regiments abgegeben. Am 19. Mai 1915 schied das Regiment aus der 1. Infanterie-Division aus und wurde als eine der Kerntruppen des neu aufgestellten Deutschen Alpenkorps nach Südtirol verlegt. Am 1. Juli 1915 wurden die Gebirgs-MG-Abteilung 205 und die Reserve-MG-Abteilung 4 dem Regiment für längere Zeit unterstellt. Am 31. Juli 1915 wurden die Regimentsfahnen an das Zeugamt in München übergeben, da sie in der modernen Kriegsführung keine Bedeutung mehr hatten. In den Tiroler Bergen nahm es bis Oktober 1915 bei verhältnismäßig geringen Verlusten ca. 750 Italiener gefangen. Das Alpenkorps wurde ab Winter 1915/16 zwischen der West- und Ostfront hin und her verschoben, um als Elitetruppe an den Brennpunkten der Kämpfe einzugreifen. Im Oktober 1915 wurde es in die Champagne beordert, um nach kurzem Einsatz an die serbische Front geschickt zu werden.

#### 1916
Nach halbjährigem Einsatz auf dem Balkan fuhr das Regiment wieder nach Frankreich, wo es im Sommer 1916 an der Schlacht um Verdun teilnahm. Dabei gelang es dem Regiment, am 23. Juni 1916 das Dorf Fleury mit der westlich vorgelagerten Höhe zu nehmen, wofür das Infanterie-Leib-Regiment im Heeresbericht genannt wurde. Aufgrund der Situation in benachbarten Frontabschnitten unterblieb jedoch ein weiterer Vormarsch nach Westen. Allein im Juni 1916 verlor es dabei 22 Offiziere und 1163 Unteroffiziere und Mannschaften. Im Juli 1916 erbeutete es zwanzig französische Maschinengewehre und führte 2000 Franzosen in Gefangenschaft. Nach den Gefechten im Argonnerwald vom 18. August bis 8. September 1916 meldete das Regiment ein Fehl von 36 Offizieren und eintausend Unteroffizieren bzw. Mannschaften. Von Herbst 1916 an kam das Regiment in Rumänien zum Einsatz, wo es den strategisch wichtigen Roten-Turm-Pass sperrte und maßgeblich zum Erfolg der Offensive der Mittelmächte gegen Rumänien beitrug. Während dieser Kämpfe wurde am 7. November 1916 Prinz Heinrich von Bayern als Kommandeur des III. Bataillons in vorderster Linie schwer verwundet und erlag am folgenden Tage seinen Verletzungen. Das Regiment zeichnete sich bei der Verfolgung der russisch-rumänischen Verbände bis zum Fluss Putna aus und machte über eintausend Gefangene.

#### 1917
Am 3. Januar 1917 betrug die Gefechtsstärke des Regiments nur noch 1.354 Mann. Am 24. April 1917 wurden die 2. und 3. MG-Kompanie aufgestellt. Von Mai bis Juli 1917 kehrte das Regiment kurzfristig an die Westfront in das Oberelsass zurück, um im Sommer wieder nach Rumänien zurückverlegt zu werden. Am 24. Juli 1917 wurde der sog. „Leiberring“ für 24 Monate Netto-Frontdienstzeit gestiftet und an 61 Offiziere sowie 1087 Unteroffiziere und Mannschaften verliehen. Ende August war das Regiment auf 1.055 Mann zusammengeschmolzen, als im Oktober und November 1917 endlich eintausend Mann Ersatz eintrafen. Im Oktober 1917 nahm das Regiment in Oberitalien an der 12. Isonzoschlacht teil, wobei es sich besonders bei der Erstürmung des stark befestigten Kolowrat-Rückens und des Matajurs auszeichnete. Dabei drang das I. Bataillon des Regiments als erste in Cividale del Friuli ein. Der strömende Regen und die deshalb angeschwollenen Torrenten verhinderten die völlige Niederlage des italienischen Heeres. Bei „nur“ 280 Mann Verlusten wurden 11.000 Italiener gefangen genommen und 97 Maschinengewehre, zehn Minenwerfer, einhundert Geschütze und ein Panzerwagen erbeutet.

#### 1918
Das Regiment nahm dann an der erfolglosen Frühjahrsoffensive von 1918 in Westflandern (Operation „Georgette“) teil. Nach den äußerst blutigen Kämpfen um den Kemmel- und Scherpenberg vom 18. bis 29. April 1918 musste es an Gefallenen und Verwundeten 55 Offiziere sowie ca. 1.400 Mann beklagen. Die Kompanien waren auf je ca. 80 Mann dezimiert. Noch im Herbst 1918 wurde es nach Abwehrkämpfen an der Somme (Gesamtstärke des Regiments am 20. September 1918: 380 Mann!) nach Serbien verlegt, um den deutschen Rückzug zu decken. Am 10. Oktober 1918 wurden die 4., 5. und 6. Kompanie des Radfahrer-Bataillons Nr. 3 unterstellt.

#### Verluste
Das Regiment hatte während des Krieges Gesamtverluste an
- Toten: 98 Offiziere und 3.304 Unteroffiziere bzw. Mannschaften
- Vermissten: ca. 450 Mann
- Kriegsgefangenen: 533 Mann.

### Verbleib

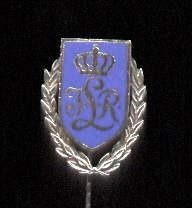
Abzeichen des Regimentsvereins

Nach dem Waffenstillstand von Compiègne musste sich das Regiment beim Rückmarsch vom Balkan vom 12. bis 23. November 1918 durch Gebiete mit feindlich gestimmter Bevölkerung über Ungarn nach Bayern durchschlagen. Etwa sechzig Mann wurden bis zur Ankunft in München fahnenflüchtig, ein untrügliches Zeichen für die Auflösung der inneren Ordnung. Das Regiment wurde am 28. November 1918 in München bis auf einen geringen Stamm demobilisiert und schließlich aufgelöst. Aus den demobilisierten Teilen bildeten sich keine Freiformationen.
Zahlreiche ehemalige Angehörige des Regiments schlossen sich jedoch völkischen Wehrverbänden und reaktionären Freikorps an. Treffpunkt für ehemalige Offiziere war das „Leiberzimmer“ im Münchner Sterneckerbräu. Dieses Lokal war auch die erste Geschäftsstelle der Deutschen Arbeiterpartei (DAP), die sich 1920 in NSDAP umbenannte.
Nach Übergang der Wehrhoheit Bayerns auf das Reich 1919 wurde die Tradition des Infanterie-Leib-Regiments in der Reichswehr durch Erlass des Chefs der Heeresleitung General der Infanterie Hans von Seeckt vom 24. August 1921 auf die 1. und 2. Kompanie des 19. (Bayerisches) Infanterie-Regiments übertragen. In der Wehrmacht führte ab 1935 das Infanterie-Regiment 19, das 1942 in Grenadier-Regiment 19 umbenannt wurde, die Tradition fort. Am 31. August 1944 übernahm es vom aufgelösten Grenadier-Regiment 199 den Traditionsnamen „List“ in Erinnerung an das Reserve-Infanterie-Regiment 16 aus dem Ersten Weltkrieg, welches ebenfalls diesen Beinamen getragen hatte und in dem Adolf Hitler gedient hatte. Als dessen Regime unterging, fand das Regiment beim Rückzug auf die Danziger Bucht sein Ende. Aufgrund der Brüche in der deutschen Militärgeschichte verbot sich allgemein die Zuweisung konkreter Verbandstraditionen für die Bundeswehr. Ansprechpartner für Fragen über das Leib-Regiment ist dort das Feldjäger-Bataillon 451 in München, nachdem zunächst das Panzergrenadierbataillon 223 und nach dessen Auflösung 1992 das Führungsunterstützungs-Regiment 60 diese Funktion wahrgenommen hatte. Außerdem pflegt der Kameraden- und Freundeskreis Leibregiment e. V. mit Sitz in München seit 1984 die Tradition des Regiments.

## Uniformierung

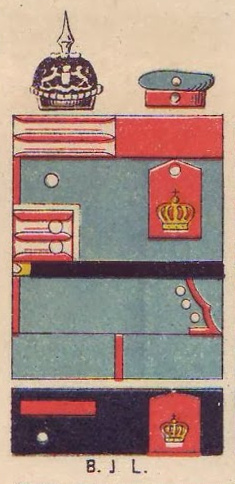
Schematische Darstellung der Uniform nach Einführung des preußischen Waffenrockes und der Pickelhaube (1890)

Die Uniformierung unterschied sich zunächst von der Linieninfanterie insbesondere durch die offensichtlich vom Vorbild der französischen Gardegrenadiere inspirierten Bärenfellmützen, außerdem weiße Knöpfe, Kragenborte und Knopflochlitzen auf Brustrabatten und Ärmelaufschlägen sowie längere Rockschöße. Mit der Umwandlung zum Leibregiment wichen die Bärenfellmützen dem Raupenhelm; Kragenborte, Brustlitzen und längere Rockschöße fielen weg. Mit der Einführung des preußischen Waffenrockes beim bayerischen Heer (1872) trug das Leibregiment anders als der Rest der Infanterie weiße Knöpfe, Gardelitzen und schwedische Aufschläge. 1886 wurde auch hier der Raupenhelm durch die Pickelhaube ersetzt, die anders als bei der Linieninfanterie weiße Metallteile hatte. Grundfarbe des Uniformrockes war bis zur Einführung des Feldgrau stets Hellblau.

## Bekannte Angehörige des Regiments

### Kommandeure
Regimentsinhaber war stets der König selbst, die militärische und administrative Führung des Regiments lag jedoch bei den Oberstkommandanten bzw. ab 1872 Kommandeuren.
| Dienstgrad            | Name                                      | Datum                                                                |
| --------------------- | ----------------------------------------- | -------------------------------------------------------------------- |
| Oberst                | Franz Xaver von Hertling                  | 16. Juli 1814 bis 11. Februar 1824                                   |
| Oberst                | Friedrich von Greis                       | 11. Februar 1824 bis 22. Mai 1836                                    |
| Oberst                | Johann von Fleischmann                    | 22. Mai 1836 bis 27. April 1841                                      |
| Oberst                | Hugo Bosch                                | 27. April 1841 bis 18. Oktober 1844                                  |
| Oberst                | Wilhelm von Jeetze                        | 18. Oktober 1844 bis 7. April 1847                                   |
|                       | Ludwig von Deroy                          | 07. April 1847 bis 30. Juni 1848                                     |
| Oberst                | Jakob Ermarth                             | 30. Juni 1848 bis 19. Januar 1851                                    |
| Oberst                | August von Frays                          | 19. Januar bis 19. September 1851                                    |
| Oberstleutnant        | Kaspar von Hagens                         | 19. September 1851 bis 26. Februar 1853 (mit der Führung beauftragt) |
| Oberst                | Kaspar von Hagens                         | 27. Februar 1853 bis 26. April 1859                                  |
|                       | Karl von Spreti                           | 09. Mai 1859 bis 11. Januar 1865                                     |
|                       | Siegmund von Pranckh                      | 11. Januar 1865 bis 13. Juli 1866                                    |
|                       | Adalbert Högenstaller                     | 13. Juli 1866 bis 14. April 1867                                     |
| Oberst                | Anton von Täuffenbach                     | 14. April 1867 bis 26. März 1871                                     |
|                       | Rudolf von Gumppenberg                    | 27. März 1871 bis 3. November 1872                                   |
|                       | Heinrich von Wirthmann                    | 03. November 1872 bis 15. Dezember 1875                              |
|                       | Otto von Parseval                         | 15. Dezember 1875 bis 7. Juli 1881                                   |
| Oberst                | Arnulf von Bayern                         | 07. Juli 1881 bis 20. März 1884                                      |
|                       | Hugo von Helvig                           | 20. März 1884 bis 11. Mai 1888                                       |
|                       | Moriz von Bomhard                         | 11. Mai 1888 bis 8. März 1889                                        |
|                       | Wilhelm Gemmingen von Massenbach          | 08. März 1889 bis 25. November 1891                                  |
|                       | Ludwig von Grauvogl                       | 25. November 1891 bis 15. Januar 1895                                |
|                       | Theophil von Reichlin-Meldegg             | 15. Januar bis 9. November 1895                                      |
| Oberst                | Carl von Horn                             | 09. November 1895 bis 10. Mai 1896                                   |
|                       | Karl Ferdinand Maximillian von Malaisé    | 10. Mai 1896 bis 17. März 1897                                       |
|                       | Alfred Eckbrecht von Dürckheim-Montmartin | 17. März 1897 bis 14. August 1901                                    |
| Oberst                | Felix von Bothmer                         | 14. August 1901 bis 18. Mai 1903                                     |
| Oberst                | Friedrich Kreß von Kressenstein           | 18. Mai 1903 bis 17. Oktober 1905                                    |
| Oberst                | Karl von Brug                             | 17. Oktober 1905 bis 11. September 1906                              |
| Oberst                | Maximilian von Montgelas                  | 11. September 1906 bis 18. September 1908                            |
|                       | Alexander von Harsdorf auf Enderndorf     | 18. November 1908 bis 24. Januar 1910                                |
| Oberstleutnant/Oberst | Bernhard von Hartz                        | 24. Januar bis 25. März 1910 (mit der Führung beauftragt)            |
| Oberst                | Bernhard von Hartz                        | 26. März 1910 bis 30. September 1912                                 |
| Oberst                | Friedrich von Pechmann                    | 01. Oktober 1912 bis 25. Dezember 1914                               |
| Major/Oberstleutnant  | Franz Epp                                 | 19. August bis 25. Dezember 1914 (mit der Führung beauftragt)        |
| Oberstleutnant/Oberst | Franz Epp (seit 1916 von Epp)             | 26. Dezember 1914 bis Kriegsende                                     |

### Ritter des Ordens Pour le Mérite 1914/18
- 05. Dezember 1917: Leutnant der Reserve Ferdinand Schörner
- 29. Mai 1918: Oberst Franz von Epp

### Ritter des Militär-Max-Joseph-Ordens 1914/18
- 15. November 1915: Oberleutnant Hans von Speidel, gefallen am 28. Dezember 1916
- 25. Juni 1916: Major Prinz Heinrich von Bayern, gefallen am 8. November 1916
- 23. Juni 1916: Oberstleutnant Franz Epp
- 11. Juli 1916: Hauptmann Emmerich Freiherr von Godin
- 24. Juni 1916: Hauptmann der Reserve Günther Freiherr von Pechmann
- 20. Juli 1916: Leutnant der Reserve Wilhelm Meng
- 06. Januar 1917: Major Robert Graf von Bothmer, gefallen am 28. September 1918
- 06. Januar 1917: Oberleutnant Ludwig Graf on Bothmer
- 10. August 1917: Leutnant der Reserve Hans von Ruckteschell
- 27. Oktober 1917: Leutnant der Reserve Karl Halt
- 28. Mai 1918: Leutnant der Reserve Franz Wimmer
- 18. September 1918: Hauptmann Hans Freiherr von Pranckh

### Sonstige
- Anton Graf von Arco auf Valley (1897–1945), Mörder des Begründers des Freistaates Bayern, Kurt Eisner
- Erhard Auer (1874–1945), Innenminister der bayerischen Räterepublik und SPD-Vorsitzender in Bayern
- Stephan Billinger (1897–1966), Oberbürgermeister von Passau (Bayernpartei)
- Adolf von Bomhard (1891–1976), SS-Gruppenführer, Befehlshaber der Ordnungspolizei in der Ukraine sowie später 1. Bürgermeister und Ehrenbürger von Prien am Chiemsee
- Karlfried Graf Dürckheim (1896–1988), Freikorpskämpfer, Diplomat (Betreuung des Auslandsdeutschtums, 1935–1945) und Zen-Lehrer
- Carl Duisberg (1861–1935), Einjährig-Freiwilliger beim Regiment (1882/83), Begründer der I.G. Farben
- Georg Fürst (1870–1936), Regimentskapellmeister und Komponist des vom Gefecht bei Badonviller inspirierten Badonviller-Marsches, der bald inoffizieller Regimentsmarsch war und dann als Lieblingsmarsch Adolf Hitlers bekannt wurde.
- Adolf von Heinleth (1823–1895), bayerischer Kriegsminister von 1885 bis 1890 und Großvater Adolf von Bomhards
- Ernst Hoferichter (1895–1966), bayerischer Schriftsteller, Journalist und Schauspieler
- Hans von Lex (1893–1970), deutscher Politiker und Präsident des Deutschen Roten Kreuzes (1961–1967).
- Josef Listl (1893–1970), Oberbürgermeister von Ingolstadt (NSDAP/CSU).
- Otto von Lossow (1868–1938), deutscher Generalleutnant und Militärberater in der Türkei
- Thomas Mann (1875–1955), Schriftsteller und Literaturnobelpreisträger, wurde 1900 nach drei Monaten als dienstuntauglich entlassen.
- Hans von Pranckh (1888–1945), Organisator der steirischen Heimwehr und Teilnehmer des Pfrimer-Putsches
- Fritz Schäffer (1888–1967), bayerischer Ministerpräsident und Bundesminister für Justiz bzw. Finanzen
- Franz Xaver Schwarz (1875–1947), Reichsschatzmeister der NSDAP (1925–1945)
- Oskar von Xylander (1856–1940), bayerischer General der Infanterie und Großkanzler des Militär-Max-Joseph-Ordens.

## Traditionspflege und Leiberverein

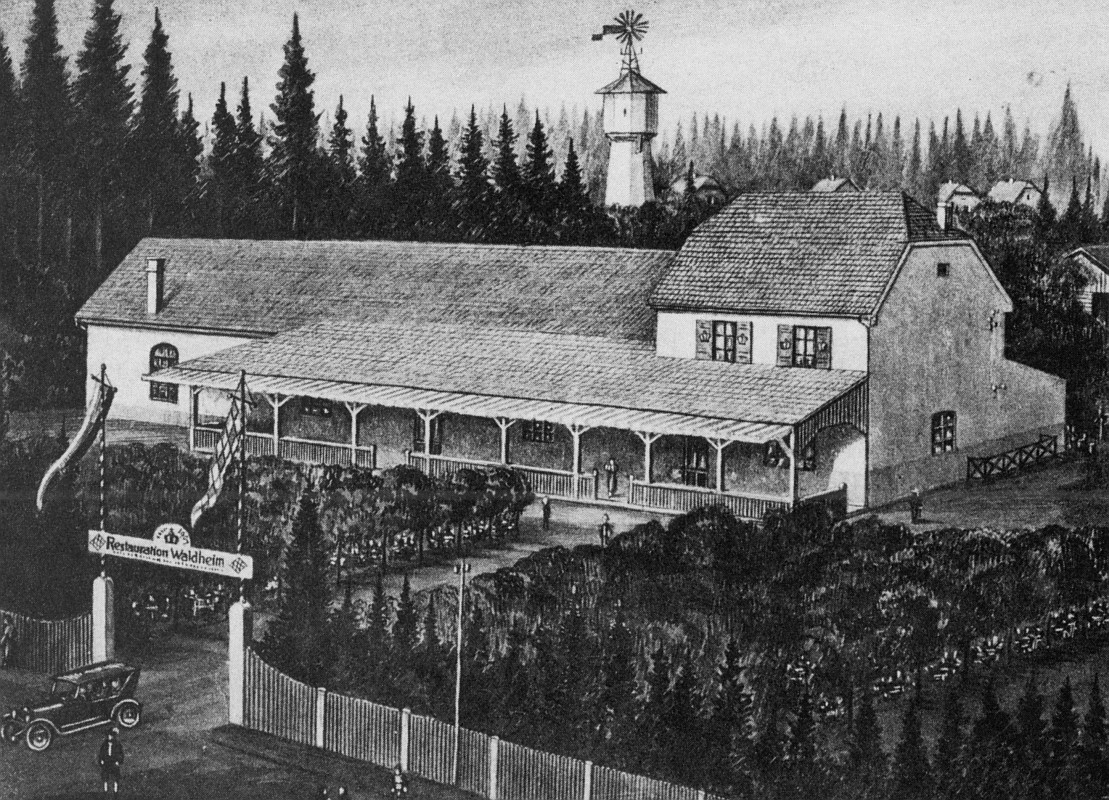
Das Leiberheim in München-Waldperlach. Ansicht um 1920

1892 wurde in München die Vereinigung ehemaliger Angehöriger des Königlich Bayerisches Infanterie-Leib-Regiment (umgangssprachlich: Leiberverein) gegründet. Von 1907 bis 1911 baute dieser im Wald bei Perlach ein Erholungsheim für das Regiment, das bis heute unter dem Namen Leiberheim existiert und inzwischen ein öffentlicher Biergarten ist. Um das Anwesen herum entwickelte sich der Ortsteil Waldperlach.

Nach der Auflösung des Regiments und der gesamten Bayerischen Armee 1919 übernahm der Verein die Traditionspflege zusammen mit den Münchner Regimentern 19 und 61 der Reichswehr und Wehrmacht. 1964 übernahm diese Rolle auf Bitte des Leibervereins das Lehrbataillon der Heeresoffizierschule III in München.
Der heutige Leiberverein heißt seit 1984 Kameraden- und Freundeskreis Leibregiment e.V und wird von Oberst a. D. Michael Baron von Wittken-Jungnik geleitet.

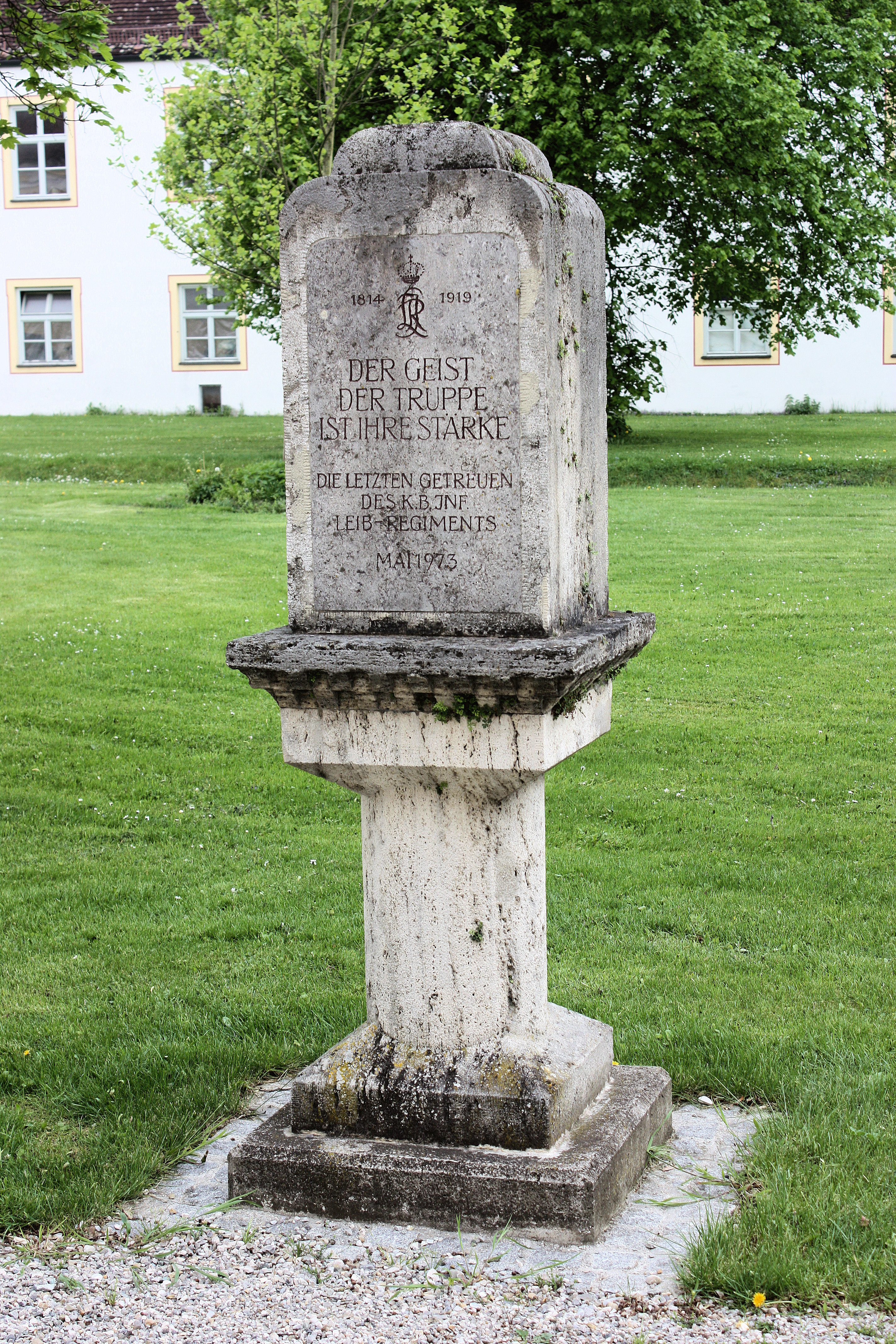
Leiberstein vor dem Alten Schloss Schleißheim

Seit 1814 ununterbrochen feiert der Verein jedes Jahr im Herbst den sogenannten Leibertag – einen Gedenktag für das Regiment und seine Angehörigen mit Feldgottesdienst, Kranzniederlegung und Gedenkrede, seit vielen Jahren immer am Leiberstein.

Der Leiberstein ist ein mannshoher Gedenkstein mit der Inschrift „Der Geist der Truppe ist ihre Stärke“ und den Jahreszahlen 1814 und 1919. Er wurde 1920 vom Verein vor dem Leiberheim in Perlach errichtet und steht heute nach mehreren Umzügen im Innenhof des Alten Schlosses Schleißheim (⊙).
Jedes Jahr zu Allerheiligen findet zudem am Leiber-Ehrenmal auf dem Münchner Ostfriedhof (⊙) eine Gedenkfeier für die Gefallenen mit Kranzniederlegung statt.

## Spuren in der Gegenwart
- Auf dem Münchner Ostfriedhof steht in der Nähe des Haupteingangs das vom Leiberverein errichtete Leiber-Ehrenmal für die im Ersten Weltkrieg gefallenen und vermissten Soldaten des Regiments. (⊙)
- Von der für das Regiment 1826 im klassizistischen Stil errichteten Türkenkaserne (so genannt wegen ihrer Lage an der Münchner Türkenstraße) steht heute nur mehr das imposante Haupttor, die Kaserne selbst wurde im Zweiten Weltkrieg weitgehend zerstört und später abgerissen. Auf dem Gelände befindet sich jetzt die Pinakothek der Moderne.
- Die Stadtkapelle Germering trägt zu vielen Auftritten die historische Galauniform der Musiker des Grenadier-Garde-Regiments von 1814 bis 1826.
- Die Feldzeichen des Infanterie-Leib-Regiments sind im bayerischen Armeemuseum in Ingolstadt aufbewahrt.

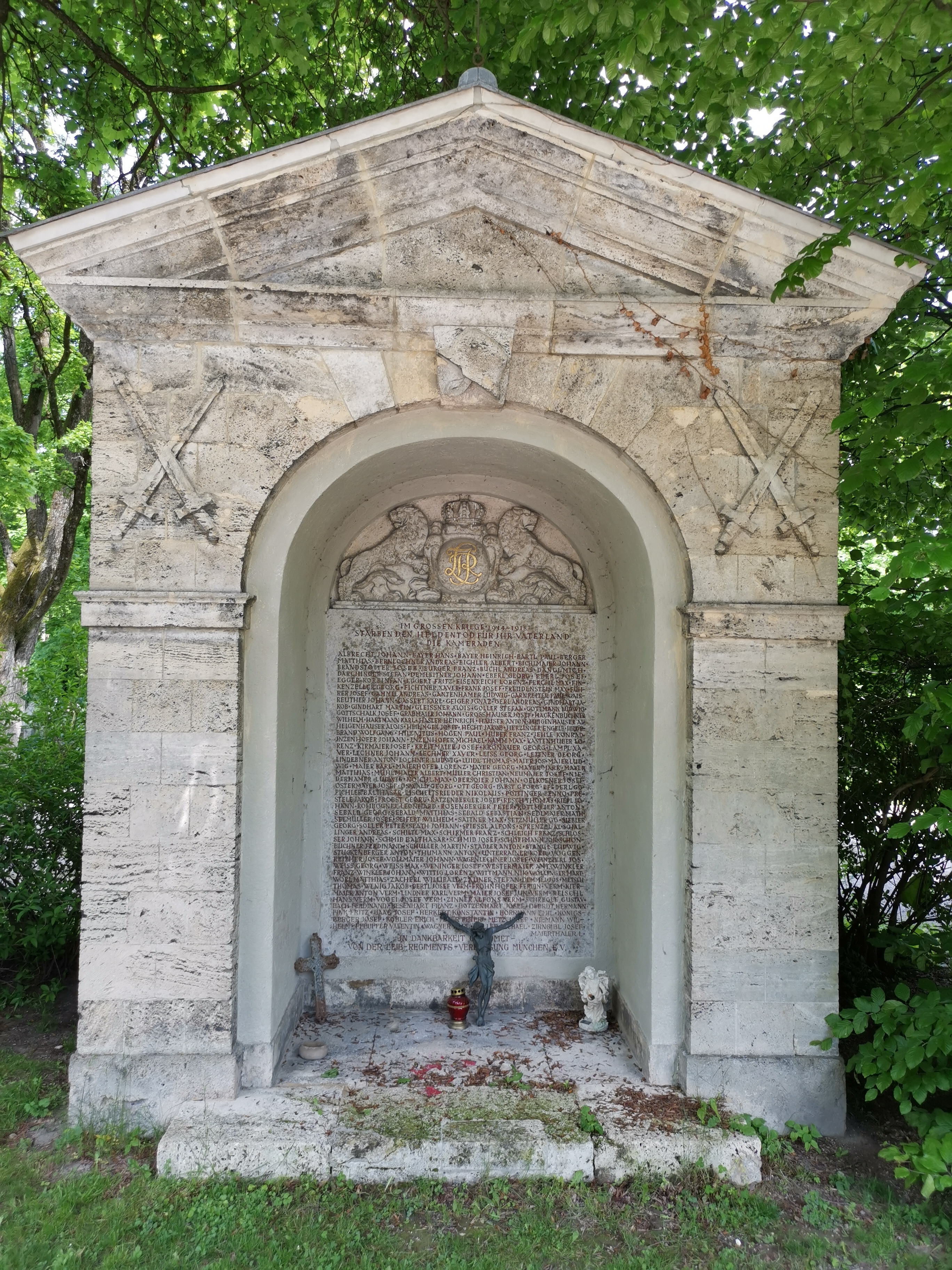
Leiber-Ehrenmal auf dem Ostfriedhof in München
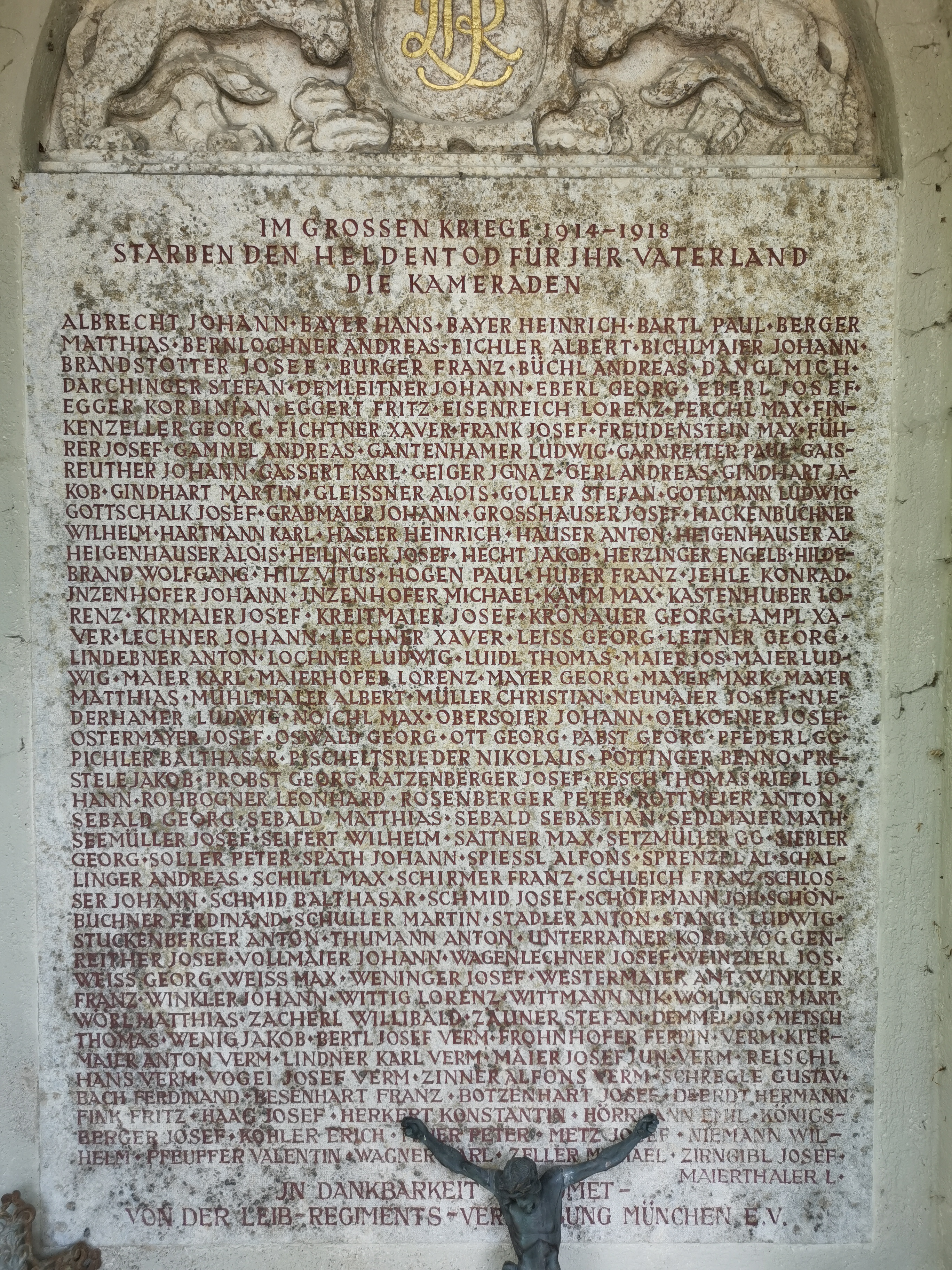
Namen auf dem Leiber-Ehrenmal